# 파인픽스 S2 Pro

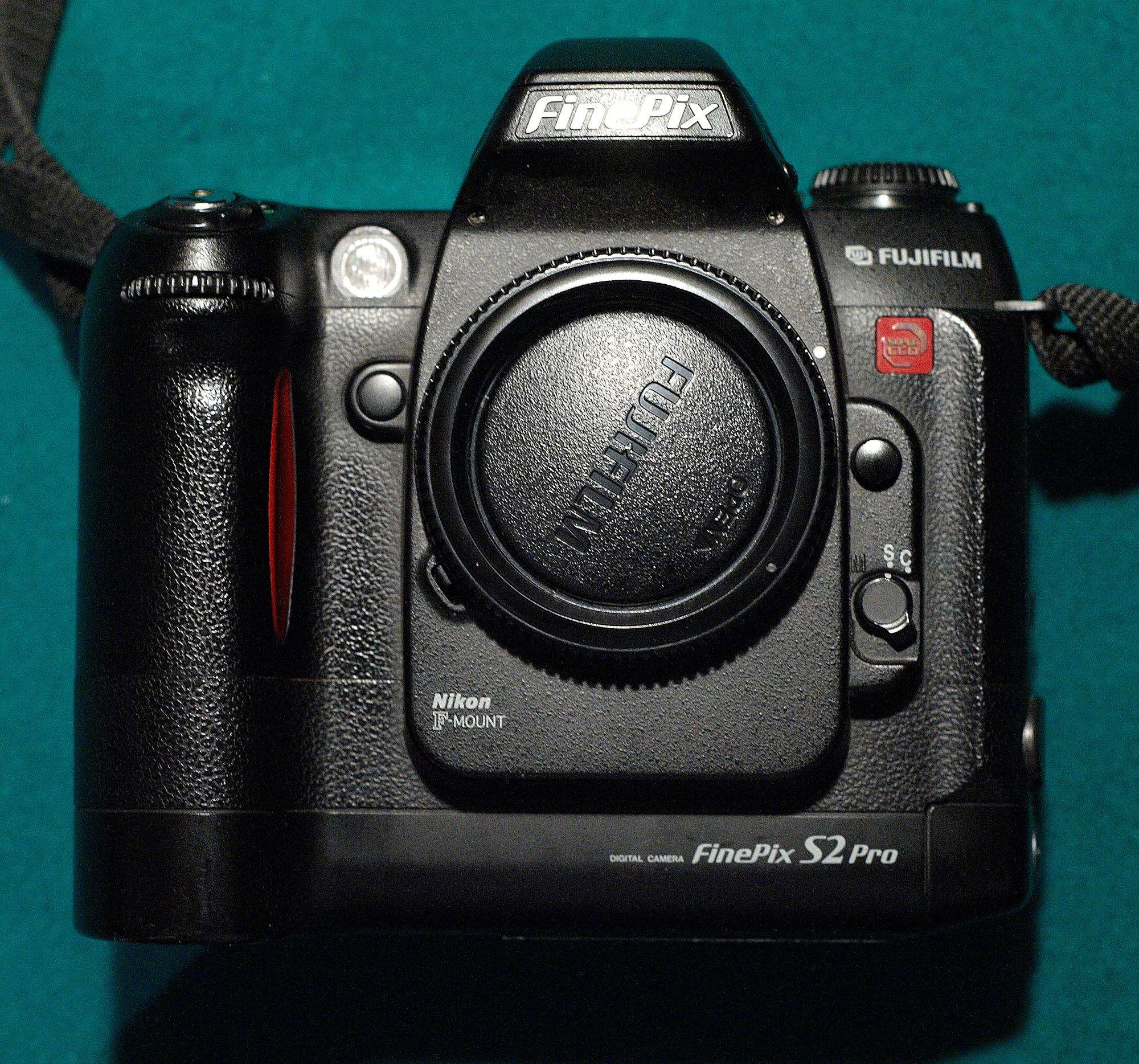
파인픽스 S2 Pro

파인픽스 S2 Pro(FinePix S2 Pro)는 후지필름에서 2002년 1월 30일에 발표한 DSLR으로, 파인픽스 S1 Pro의 후속기종이다. 610만 유효 화소를 가진 후지필름 SuperCCD III 센서를 사용한다.
카메라 바디는 니콘 F80 바디에 바탕을 두고 있다.

## 같이 보기
- 파인픽스 S3 Pro
- 파인픽스 S5 Pro